# Санкук (Њу Хемпшир)
Санкук (енгл. Suncook) насељено је место без административног статуса у америчкој савезној држави Њу Хемпшир.

## Демографија
По попису из 2010. године број становника је 5.379, што је 17 (0,3%) становника више него 2000. године.
| Група             | 2000.         | 2010.         |
| Белци             | 5.186 (96,7%) | 5.100 (94,8%) |
| Афроамериканци    | 29 (0,5%)     | 47 (0,9%)     |
| Азијати           | 24 (0,4%)     | 46 (0,9%)     |
| Хиспаноамериканци | 39 (0,7%)     | 98 (1,8%)     |
| Укупно            | 5.362         | 5.379         |